# Calamaria pavimentata
Calamaria pavimentata — вид змій родини полозових (Colubridae). Мешкає в Південно-Східній Азії.

## Поширення і екологія
Calamaria pavimentata мешкають у Північно-Східній Андії (Ассам), М'янмі, Таїланді, Лаосі, В'єтнамі, Камбоджі, на півдні Китаю, на Тайвані, в Японії (на островах Рюкю), на Малайському півострові, Яві і Суматрі. Вони живуть у вологих гірських і рівнинних тропічних лісах. Ведуть нічний, риючий спосіб життя. Відкладають яйця.